# Heterovonones insularis
Heterovonones insularis is een hooiwagen uit de familie Cosmetidae.